# A Cheap Vacation
A Cheap Vacation è un cortometraggio muto del 1916 scritto e diretto da P.D. Hugon.

## Produzione
Il film fu prodotto dalla Vitagraph Company of America.

## Distribuzione
Distribuito dalla General Film Company, il film - un cortometraggio in una bobina - uscì nelle sale cinematografiche statunitensi il 24 luglio 1916.